# Keith D. Froome
 (décembre 2023).
Keith Davy Froome (né le 11 février 1921 et mort le 24 octobre 1995) est un physicien anglais. Il est notamment connu pour sa mesure de la vitesse de la lumière en 1958 à l'aide d'un radio interféromètre à ondes millimétriques. Il s'agit de la mesure la plus précise avant l'utilisation de lasers.